# 강상면
강상면(江上面)은 경기도 양평군의 행정구역이다.

## 개요
강상면은 동북쪽으로는 양평읍, 서쪽으로 강하면, 남쪽으로 금사면과 산북면이 접하고 있으며, 면적의 23%가 전답으로 전형적인 주곡 농업 위주의 농촌마을로, 남한강 상류에 위치하고 있다.

## 행정 구역
- 교평리(交坪里): 면사무소 소재지
- 대석리(大石里)
- 병산리(屛山里)
- 세월리(洗月里)
- 송학리(松鶴里)
- 신화리(新花里)
- 화양리(花暘里)

## 교육
- 강상초등학교
- 세월초등학교

## 관광
- 대석리 지석묘군

## 주요 기관
- 강상우체국
- 양평농협강상지점
- 농업기반공사 양평광주서울지사
- 한국전력공사 양평지점

## 인물
- 윤극영